# والنسبوک
والنسبوک (به لاتین: Vallensbæk) یک منطقهٔ مسکونی در دانمارک است که در Vallensbæk Municipality واقع شده‌است. والنسبوک ۱۶٬۰۹۸ نفر جمعیت دارد.